# Az utolsó lázadó
Az utolsó lázadó mini-album (EP) az Ossian zenekar 1999-ben megjelent lemeze. Az anyag a szintén 1999-ben megjelent Fémzene album felvezetése volt, és koncertfelvételeket, új dalokat, valamint felújított régi számokat egyaránt tartalmaz.
- Az új keltezésű dalok közül az EP címadó dala a Fémzene albumon is szerepel, azonban a Halálvadász csak ezen a kiadványon.
- A három újra rögzített régi dalból az Akció és a Legyen rock korábban csak az Ossian 1986-os demókazettáján volt hallható, az 1988-as első albumról ismert Hé, Te! felújításában pedig néhány ismert hazai rockzenész is szerepel: Kalapács József, Szekeres András, Pavelka Gyula, Sárközi Lajos, Füleki Sándor, Hegyi Kolos).
- A koncertfelvételeket az 1998. június 14-én az E-klubban adott Ossian-tribute koncerten rögzítették, és az előző évben kiadott Koncert albumon nem szerepeltek.

## Dalok
1. Az utolsó lázadó – 3:53
2. Halálvadász – 4:06
3. Hé, Te! ('99) – 4:23
4. Akció ('99) – 2:20
5. Legyen rock ('99) – 4:22
6. Legyen miénk az Élet (koncertfelvétel) – 4:31
7. Bűnös város (koncertfelvétel) – 4:03
8. A magam útját járom (koncertfelvétel) – 4:00
9. Mire megvirrad (koncertfelvétel) – 3:35
10. Rocker vagyok (koncertfelvétel) – 3:38

## Közreműködők
Ossian
- Paksi Endre – ének
- Rubcsics Richárd – gitár
- Cserfalvi "Töfi" Zoltán – gitár
- Jakab Viktor – basszusgitár
- Hornyák Péter – dobok

Közreműködők a Hé, Te! dalban:
- Kalapács József (Omen) – ének
- Szekeres András (Junkies) – ének
- Pavelka Gyula (Akela) – gitár
- Sárközi Lajos (Omen) – gitár
- Füleki Sándor (Mood) – gitár
- Hegyi Kolos (Mood) – gitár